# 列星頓號航空母艦 (CV-16)
27°48′54″N 97°23′17″W / 27.81500°N 97.38806°W
列星頓號航空母艦（USS Lexington CV-16）是一艘隸屬於美國海軍的航空母艦，為艾塞克斯級航空母艦的八號艦。她是美軍第五艘以列星頓為名的軍艦，紀念列星頓和康科德戰役；該戰役為美國獨立戰爭的首場戰鬥。
列星頓號在1941年在霍河造船廠開始建造，艦名原為卡伯特（Cabot）。數月後日本偷襲珍珠港，美國正式參與第二次世界大戰，並加快建造艾塞克斯號等航空母艦。後來列星頓號於珊瑚海海戰沉沒，海軍將建造中的CV-16更名為列星頓號，以作紀念。
列星頓號於1942年下水，並在1943年開始參與太平洋戰爭。戰後列星頓號退役停放，在封存之際重編為攻擊航母（舷號改為CVA-16）。稍後列星頓號先後進行SCB-27C及SCB-125現代化改建，到1955年才重返現役。改建後列星頓號在太平洋艦隊服役，並分別在第二次台灣海峽危機及老撾內戰期間到西太平洋警備。1962年列星頓號重編為反潛航母（舷號改為CVS-16），改到大西洋艦隊服役，開始負責訓練海軍飛行員。
1969年，列星頓號正式重編為訓練航母（舷號改為CVT-16）；又於1978年重編為輔助訓練航母（舷號改為AVT-16），但繼續在彭薩科拉等地訓練海軍飛行員，直到1991年退役除籍為止；她也是最後一艘退役的艾塞克斯級。退役後海軍將列星頓號捐贈予民間組織，改作博物館艦。博物館在1992年於聖體市開放。
列星頓號在更改艦名後，同時繼承了前艦列夫人（Lady Lex）的綽號；但其更廣為人知的綽號為藍色幽靈（Blue Ghost）。事緣列星頓號在二戰期間，一直將艦體全部塗上海軍藍，以作偽裝；而日本東京電台雖屢次宣佈日軍擊沉列星頓號，但列星頓號總能夠「重返」作戰，猶如幽靈之不死。其藍色幽靈綽號便自此於美軍廣傳。

## 建造與早年服役
列星頓號在1941年7月15日於霍河造船廠開始建造，其時艦名仍為卡伯特；同年12月7日，日軍偷襲珍珠港，美軍加快建造各艘航空母艦。1942年5月8日，列星頓號於珊瑚海海戰沉沒，消息在同年6月公佈。應霍河造船廠工人的要求，海軍將廠內建造中的CV-16更名為列星頓號，以示紀念；而卡伯特則改為命名CV-28。此後美軍所有沉沒的航空母艦艦名，均由新建的航空母艦繼承。
1942年9月26日，新列星頓號下水，由前任海軍助理部長西奧多·羅賓森（Theodore D. Robinson）的夫人擲瓶；羅賓森夫人亦是舊列星頓號的擲瓶者。1943年2月17日，列星頓號服役，隨即在波士頓附近試航。4月13日，列星頓號搭載第16航空團（Air Group 16）到切薩皮克灣及加勒比海試航，然後返回波士頓作最後檢修。
7月初，列星頓號離開波士頓，到諾福克海軍基地搭載軍資，預備前往西太平洋作戰。26日，列星頓號與普林斯頓號及貝勞森林號一同橫越巴拿馬運河，然後直接前往珍珠港，在8月9日抵達，隨即進行嚴密訓練。

## 第二次世界大戰

### 馬紹爾群島戰事

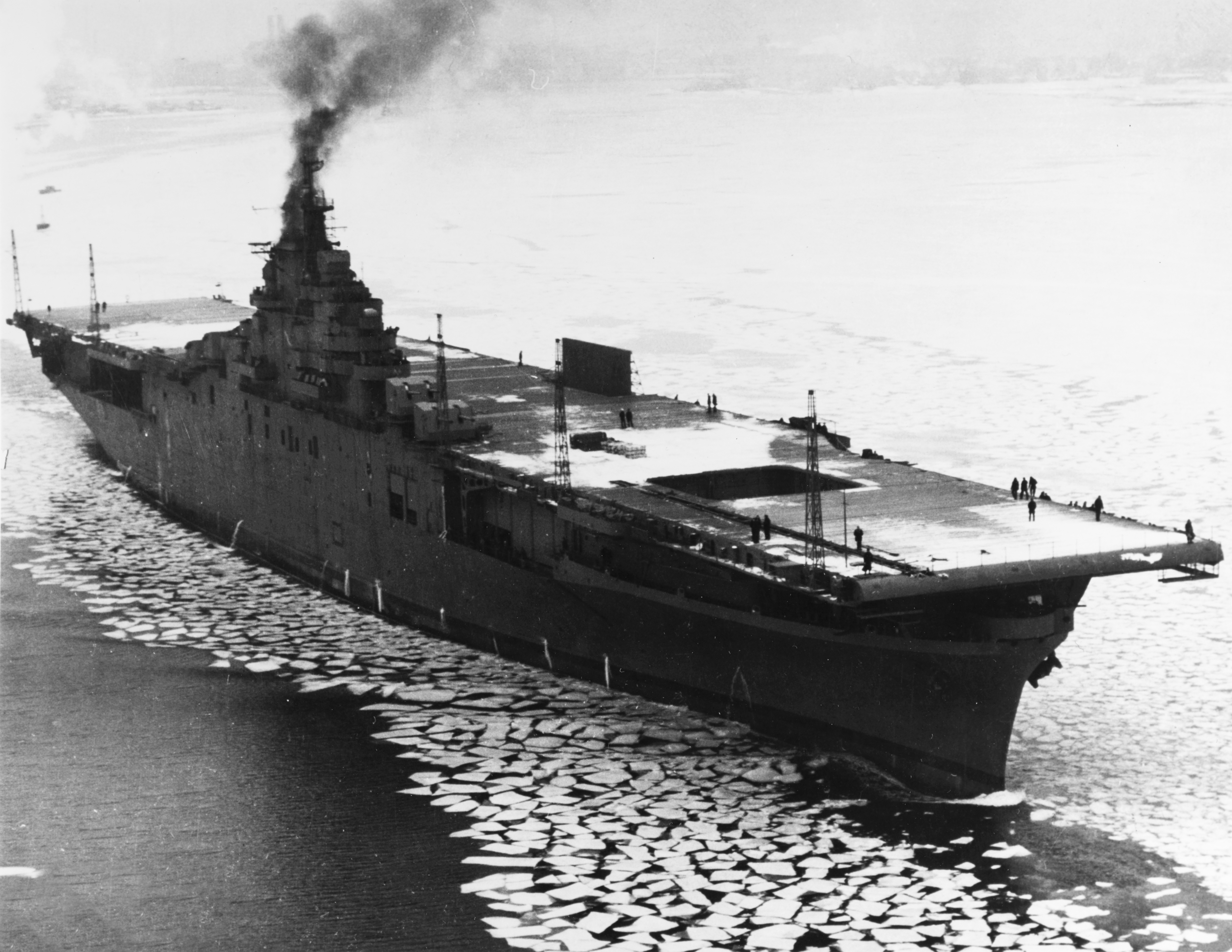
1943年2月17日，列星頓號在波士頓正式服役。當日波士頓天氣寒冷，港口漂滿浮冰，列星頓號的飛行甲板亦鋪上陣陣白雪。此時列星頓號仍然沒有彈射器，前部甲板亦只預留了一條彈射器坑道，防空炮亦未安裝完成。

1943年9月11日，列星頓號離開珍珠港，並擔任第15特遣艦隊（Task Force 15）的第五分隊（Task Group 15.5）旗艦，同行艦有普林斯頓號及貝勞森林號；分隊由鮑奈（Charles A. Pownall）少將指揮。不久前艾塞克斯號、約克鎮號及獨立號空襲了南鳥島；而列星頓號等則前往空襲塔拉瓦環礁及馬金島，摧毀地面9架飛機，並殺傷多名日軍士兵。列星頓號亦派飛機仔細拍攝塔拉瓦各處據點，以供美軍日後進攻所用。
9月29日，列星頓號編入蒙哥馬利（Alfred E. Montgomery）少將指揮的第14特遣艦隊（Task Force 14），同行艦有旗艦艾塞克斯號、約克鎮號、獨立號、貝勞森林號及科本斯號。六艘航空母艦在當日離開珍珠港，前往攻擊威克島。10月5日及6日，艦隊派出六波飛機攻擊威克島，出擊數達738架次。空襲後日軍殺害島上98名美國俘虜；艦隊則於11日返回珍珠港休整。

#### 塔拉瓦及馬金島
此時美軍正預備登陸吉爾伯特群島。海軍為此編組了第52及53特遣艦隊（Task Force 52 and 53），前者由珍珠港出發，登陸北面的馬金島（Makin）；後者則由新赫布里底群島的桑托島出發，登陸南面的塔拉瓦環礁；同時，海軍亦將第50特遣艦隊（Task Force 50）編為快速航母特遣舰队，以支援陸戰隊登陸兩島；艦隊又再分成四支分隊，而列星頓號編入鮑奈指揮的第一分隊，同行艦有旗艦約克鎮號及科本斯號，負責奪取制空權。
11月初，列星頓號等離開珍珠港，並在19日空襲賈盧伊特環礁及米利環礁。20日陸戰隊分別登陸塔拉瓦及登陸馬金島；列星頓號的第一分隊有效攔截從馬紹爾群島而來的日軍飛機，使之在接著三日均無法飛抵馬金島。23日及24日，美軍分別佔領塔拉瓦及馬金島，但期間遭到頑抗；陸戰隊共有980人陣亡；而海軍的護航航空母艦利斯康灣號（USS Liscome Bay, CVE-56）則被潛艇擊沉，導致687人死亡；島上近5,000名日軍及韓國勞工只有146人生還。由於死傷慘重，登陸塔拉瓦在美國一度引起輿論爭議。
戰鬥結束後，海軍重編第50特遣艦隊；列星頓號仍留在鮑奈指揮的第一分隊，同行艦有旗艦約克鎮號及科本斯號；而第三分隊則由蒙哥馬利指揮，有旗艦艾塞克斯號、企業號及貝勞森林號。兩支分隊被派往空襲瓜加林環礁。

#### 瓜加林與遇襲

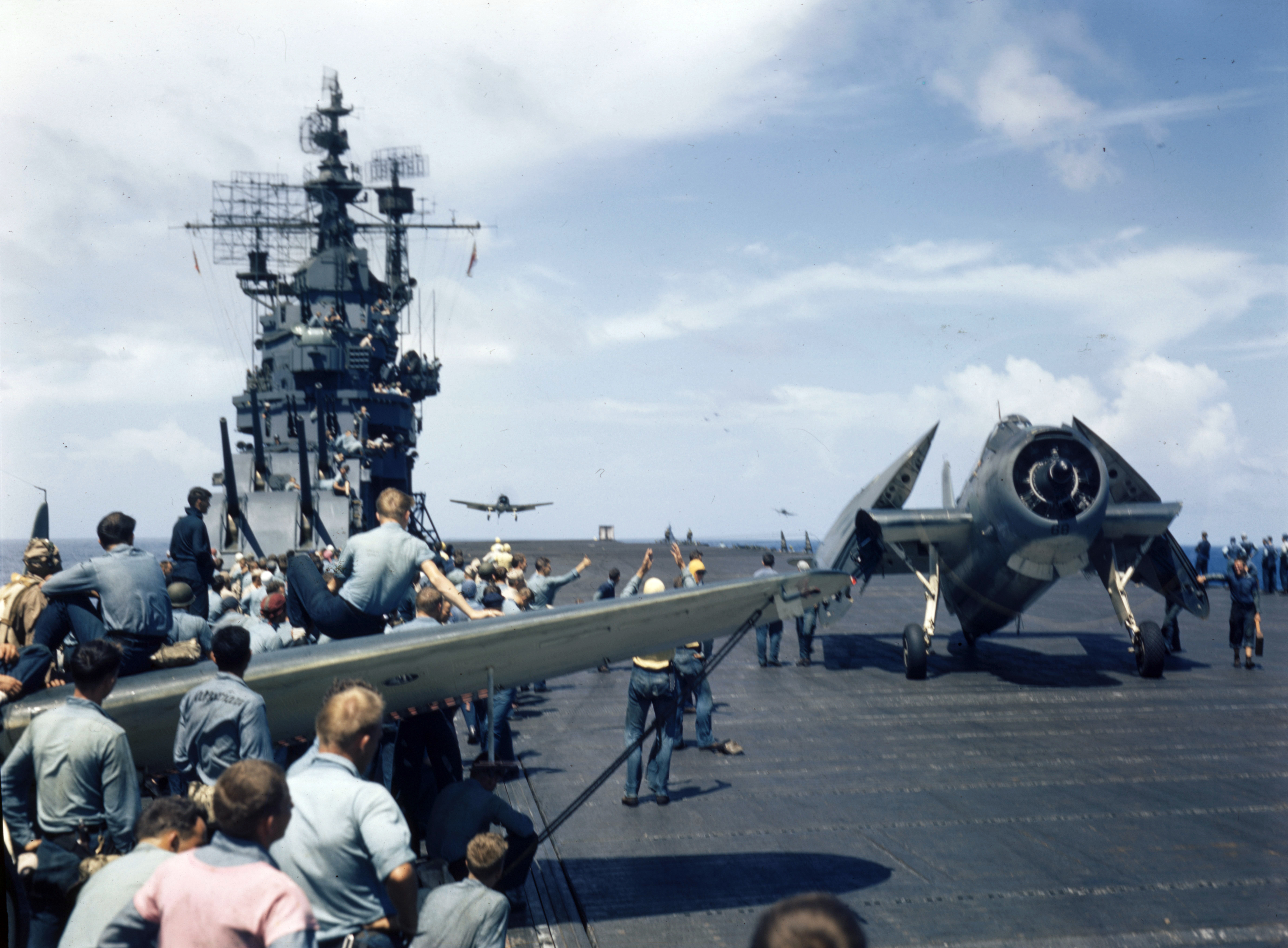
1943年11月，列星頓號參與吉爾伯特群島戰事，一架飛機正在降落：後方亦有數架飛機預備降落。

12月1日，第一分隊與第三分隊在海上會合，然後繞道前往瓜加林。4日早上，艦隊派機隊空襲瓜加林，但被日軍發現，並派戰機攔截，雙方爆發空戰。列星頓號及艾塞克斯號的轟炸機隊試圖轟炸機場及礁湖內的軍艦，但因情報失準，效果不彰；兩艦的41架SBD及36架TBF，只擊傷五十鈴號及朝風丸；F6F則摧毀地面16架戰鬥機及3架轟炸機；另一方面，企業號與約克鎮號集中攻擊環礁南端的軍港，擊沉三艘補給艦，並擊傷長良號，摧毀18架水上飛機。整場空襲，美軍只損失五架飛機。
空襲後鮑奈取消第二波攻擊，撤出瓜加林海域。10時至11時，列星頓號等艦開始收回飛機；正午約克鎮號則派29架飛機攻擊沃特傑環礁，以削弱日軍空中力量，減低航母受襲風險；僅四分鐘後，日軍15架九七式轟炸機由海平面低飛而至，避開雷達偵測，並分別以魚雷攻擊列星頓號及約克鎮號，但無一命中，攻擊的飛機則多半被美軍擊落。下午3時約克鎮號回收攻擊機隊，艦隊加速撤離，以避免日機夜襲；然而海面大浪，延緩艦隊速度，至傍晚艦隊仍未離開日軍轟炸機的作戰半徑。入黑後日機開始在艦隊上空盤旋，並斷續攻擊艦隊。晚上11時32分，列星頓號的右舷艦艉被一枚魚雷擊中，摧毀一個螺旋槳；並將舵機卡死向左。20分鐘後列星頓號修復舵機，並以21節速度撤退；攻擊造成九人死亡，32人受傷。5日東京玫瑰在電台宣告日軍已擊沉列星頓號；而美軍艦隊在6日於外海補油，到9日返抵珍珠港休整。11日至16日，列星頓號進入珍珠港乾船塢稍作維修，於17日前往華盛頓州布雷默頓的普吉灣海軍基地作全面維修，在22日抵達。

#### 帛琉
1944年2月13日，列星頓號完成維修，稍後到近海試航。20日，列星頓號離開普吉灣，在24日抵達阿拉米達，並搭載第19航空團、2,500名乘客及軍用物資，然後前往珍珠港。28日列星頓號抵達珍珠港，並卸載軍資及航空團；而第16航空團則重返列星頓號服役。3月3日，列星頓號離開珍珠港，並在8日抵達馬久羅。
此時尼米茲命第五艦隊先空襲帛琉，以預備將來收服馬里亞納群島；但艦隊仍在馬久羅等待會合。為善用時間，密茲契少將命列星頓號在18日再次空襲米利環礁，於20日返抵馬久羅。21日，密茲契晉升為中將。
3月22日，密茲契指揮的第58特遣艦隊（Task Force 58，第五艦隊下的快速航空母艦艦隊）終於離港出征。密茲契本人將艦隊旗艦設於列星頓號；而列星頓號則編入第三分隊，同行艦有分隊旗艦約克鎮號、普林斯頓號及蘭利號。艦隊繞道行駛，以避開日軍偵察，在4月1日展開攻擊；然而25日及26日，特魯克的日軍偵察機仍發現了艦隊，迫使斯普魯恩斯上將提前攻擊至3月30日。28日晚，日軍派魚雷轟炸機夜襲，被悉數擊退。30至31日，艦隊空襲帛琉港口，擊落多架日軍戰機，並擊沉若竹號；又於31日下午轟炸雅浦島。列星頓號、大黃蜂號及碉堡山號於當日亦派TBF到帛琉設置水雷。4月1日，艦隊改為空襲沃萊艾島（Woleai），於6日返抵馬久羅。

#### 荷蘭地亞

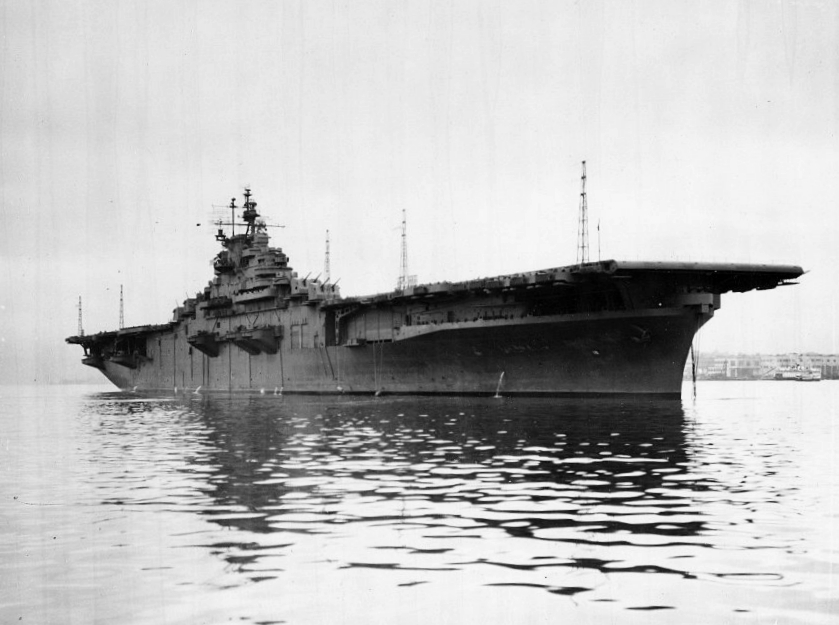
1944年2月16日，列星頓號正在普吉灣海軍基地。兩個多月前，列星頓號被日軍魚雷擊中受創，要返國修理，維修剛好在三日前完成。注意右舷加建的四聯裝40毫米高射炮炮座。

4月13日，艦隊離開馬久羅，前往空襲荷蘭地亞，以削弱當地的日軍空軍。21日至24日，列星頓號等三支分隊空襲荷蘭地亞各處的機場，但日軍的飛機早被美國陸軍航空軍的P-38及B-24於30日摧毀，艦隊幾乎沒有遭遇抵抗，只有零星的日軍偵察機由梭隆縣起飛，並悉數擊落。
由於缺乏攻擊目標，艦隊在返回馬久羅前，於29至30日順道攻擊特魯克。不過特魯克在2月遭美軍大舉空襲後，已幾近荒廢，只有少量船隻在港口；29日早上及30日傍晚，列星頓號兩次遭俯衝轟炸機投彈攻擊，但炸彈均未有命中，在艦側落水爆炸。稍後艦隊分別派戰艦及巡洋艦炮轟波納佩及薩塔萬環礁；列星頓號的第三分隊前往珍珠港，在5月4日返抵馬久羅，並在稍後於近海訓練。

### 馬里亞納群島
此時美軍正籌劃進攻菲律賓；美國陸軍航空軍分別於6月3日及9日空襲帛琉、沃萊艾島（Woleai）及雅浦島。6日第58特遣艦隊前往空襲馬里亞納群島，以削弱日軍空中力量；列星頓號仍留在第三分隊，並任艦隊旗艦；而分隊則由小李維（Jown W. Reeves, Jr.）少將指揮，有分隊旗艦企業號、普林斯頓號及聖哈辛托號。11日四支分隊空襲了關島、天寧島及塞班島；12日克拉克的第一分隊調往空襲關島，而列星頓號等三支分隊則繼續轟炸天寧島與塞班島。13日各分隊繼續轟炸諸島，為即將登陸美軍清場。14日晚第一分隊及第四分隊往空襲小笠原群島；而列星頓號等繼續攻擊塞班島。當日傍晚，列星頓號遭到八架魚雷轟炸機攻擊。列星頓號以防空炮擊落五架，但仍有兩架飛機成功空投魚雷。兩枚魚雷僅僅在艦體兩邊不遠擦過；而一架轟炸機被擊毀後更幾乎撞入飛行甲板。15日美軍陸戰隊開始登陸塞班島。

### 菲律賓海海戰

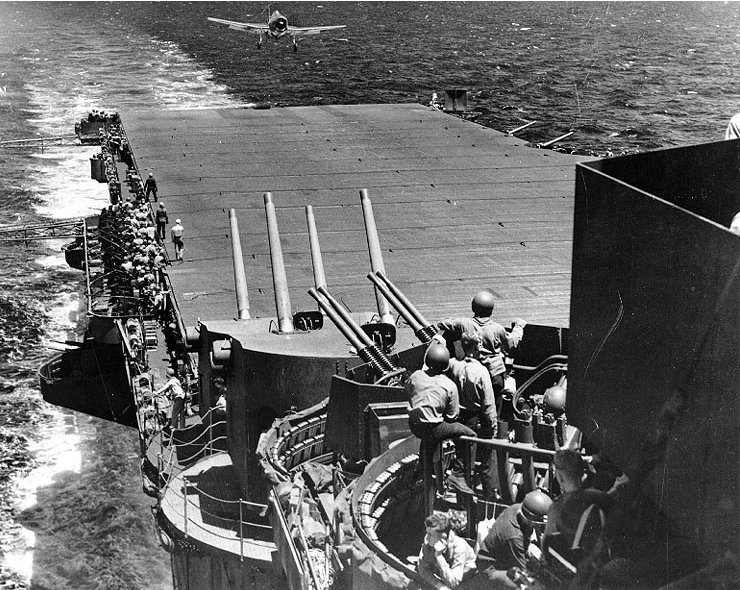
1944年6月19日，菲律賓海海戰期間，一架F6F正在列星頓號降落；艦島上的40毫米高射炮炮手正在觀看。飛行甲板右舷（圖片左面）可見防空機炮的炮座，上面站滿防空炮手。

美軍登陸塞班島之際，小澤治三郎正執行豊田副武的阿號作戰計畫，試圖與美軍艦隊決戰，以扭轉劣勢；而斯普魯恩斯則一直在搜索小澤艦隊。18日斯普魯恩斯發現日本艦隊離開菲律賓，前來支援馬里亞納，即時預備迎擊日本艦隊，並召回北上小笠原群島的兩支分隊。四支分隊在當日正午於塞班島以西海域會合，並開始搜索日軍的第一機動艦隊。 
6月18日下午，日軍偵察機發現美軍第58特遣艦隊。小澤治三郎欲善用日機較遠的續航距離，命艦隊避開美軍攻擊範圍，留待19日與關島的日機一舉進攻；而此時斯普魯恩斯仍未得悉日軍艦隊確實位置。密茲契於半夜提議艦隊向西前進，使航空母艦可趕及在19日早上進入作戰半徑，派飛機攻擊日軍艦隊，但斯普魯恩斯以掩護塞班島登陸部隊為先，命艦隊於晚上繼續向東撤，待日出後才再向西推進，以免遭遇日軍埋伏。日出前，日軍偵察機多次發現美軍艦隊，但美軍仍未掌握日軍動向。次日菲律賓海海戰爆發。
19日早上5時30分，蒙特利號一架F6F發現兩架日機，並擊落一架，海戰正式展開。6時30分，貝勞森林號在關島發現日機，稍後艦隊派飛機空襲當地，並殲滅關島機場的日機。7時30分，日軍偵察機發現部分第四分隊艦隻，但後續偵察機被艾塞克斯號及蘭利號等擊落。小澤稍後在8時30分、56分、10時及11時派出四波攻擊，每波攻擊的出擊架次分別為69架、128架、47架及82架（大鳳號及翔鶴號均於早上出擊後被潛艇攻擊，下午沉沒）。
第一波攻擊由西面直指美軍艦隊，於10時被李中將的戰艦雷達發現；23分艦隊開始派戰機攔截。此時日機離艦隊只有72英里（116），但卻因浪費過多時間重整陣形，令美軍戰機得以及時爬升攔截。列星頓號、企業號、艾塞克斯號、碉堡山號、科本斯號及普林斯頓號等戰機出動攔截，驅逐大半來犯日機；最終日軍只有一架轟炸機成功突圍，在49分投彈命中南達科他號；這也是整場海戰中日軍僅有的一次直接命中；而第一波攻擊日機只有27架成功返航。此段時間，列星頓號曾派飛機轟炸關島機場，但未有發現任何飛機，只好在機場高空巡邏。
日軍第二波攻擊在11時7分為美軍雷達所發現；半小時後艾塞克斯號的F6F率先迎擊，而列星頓號等其他航艦的F6F則在稍後加入。正午六架彗星式轟炸機成功突破攔截網，並輕傷碉堡山號及胡蜂號。最終美軍擊落最少70架飛機；而日機只有31架飛機成功返航。
第三波攻擊由北面進攻，在下午近1時為美軍發現。此次美軍戰機未能有效攔截，只擊落七架飛機；幾架轟炸機更突破防守，向艾塞克斯號投彈，但無一命中。此時列星頓號的一架SBD轟炸機在關島脫隊飛行，發現機場已泊有近30架日機，但轟炸機的穿甲彈無法有效攻擊機場。第二分隊指揮蒙哥馬利隨即命碉堡山號的飛機前往協助；艾塞克斯號的部分機隊亦在稍後加入攻擊。
第四波攻擊於下午2時由南面進攻，33架往北攻擊美艦，另外49架則留在關島西南海面索敵；此時美軍戰機正降落補油，攔截再次失效，部分日軍轟炸機得以切入美軍艦隊；稍後日機先後投彈轟炸碉堡山號及胡蜂號，仍無一命中。23分艾塞克斯號、科本斯號及大黃蜂號的飛機前往攻擊關島，並追擊降落該處的日機，擊落30架；成功降落的19架日機亦受重傷，最終只有九架飛機可繼續使用。整日戰鬥，日軍損失接近315架飛機，其一面倒之戰況，使美軍戲稱當日戰鬥為「馬里亞納射火雞大賽」。
6月20日，第四分隊被派往攻擊關島一帶的日軍據點，而列星頓號等另外三支分隊，則往西追擊日軍艦隊。下午3時40分，企業號的偵察機發現小澤的艦隊。雖然無線電訊號不清，密茲契仍即時命艦隊預備派出機隊攻擊，冒險在入黑後收回飛機。57分，密茲契終於接收到完整的偵察報告，並在4時5分確認日軍艦隊位置，下令艦隊派飛機前往攻擊。21分，列星頓號等航空母艦（除普林斯頓號外）派出216架飛機升空。小澤勉強派出75架飛機迎戰，同時拋棄油船，加速撤退，並准許各艦單獨機動迴避。稍後胡蜂號率先攻擊落後的油船，並擊沉兩艘；列星頓號的機隊誤報擊沉飛鷹號及隼鷹號，並擊傷龍鳳號，但實際上龍鳳號未有受損，而隼鷹號亦沒有沉沒；飛鷹號被貝勞森林號及約克鎮號的機隊以魚雷擊沉；企業號嘗試攻擊長門號及最上號，無一命中；瑞鶴號則先後被企業號、約克鎮號及聖哈辛托號攻擊受損，一度下令棄船，但艦體實際損傷不大，且損管得宜，棄船命令不久後便取消；碉堡山號、蒙特利號及卡伯特號的機隊略過剛被胡蜂號攻擊的油船，繼續往西索敵，最終輕傷千代田號及榛名號。海戰結束後，日軍第一機動艦隊只剩下35架飛機可用。
此時美軍飛機開始返航，並在晚上8時45分開始降落。密茲契下令軍艦開啟所有照明，並命驅逐艦向天發射信號彈；而航空母艦則以探射燈引導飛機降落。不過美軍飛機此時燃油短缺，爭先降落，秩序大亂；部分飛機亦誤判驅逐艦燈號為航空母艦，幾乎相撞
。混亂到近11時終於結束，美軍單在降落就損失了80架飛機，而戰損只有20架。
20日艦隊繼續搜索落水的機師，並預備向西追擊。凌晨碉堡山號及企業號先派夜間偵察機索敵；日出後各艦再派後續偵察機。此時小澤艦隊早已遠去，已超出美軍航母的作戰距離，且密茲契仍忙於搜索機師；但斯普魯恩斯仍希望艦隊可追擊受創的日軍艦隻，故命李的戰艦先行前往追擊，並臨時調碉堡山號及胡蜂號掩護戰艦，其他艦隻則在稍後跟上。最終美軍仍未有發現，加上驅逐艦燃油短缺，艦隊在晚上開始撤退，並在22日於海上補油，於23日返回支援塞班島。稍後列星頓號的第三分隊空襲了帛琉及帕甘島等地；克拉克的第一分隊則再往空襲小笠原群島，於27日返抵埃尼威托克。7月3日，密茲契親自帶飛機攻擊塞班島；而4日第四分隊則返回埃尼威托克。7日列星頓號亦前往埃尼威托克休整，在9日抵達；同日美軍佔領塞班島；第16航空團亦在此時離開列星頓號，由第19航空團接替。
7月14日，列星頓號的第三分隊離開埃尼威托克，與第四分隊前往馬里亞納，轟炸關島與天寧島的日軍據點，協助美軍登陸兩地。21日及24日美軍分別登陸關島北部及天寧島，並於8月10日及2日佔據兩島；而列星頓號則在8月4日北上，攻擊硫磺島，在10日返抵埃尼威托克。

### 菲律賓

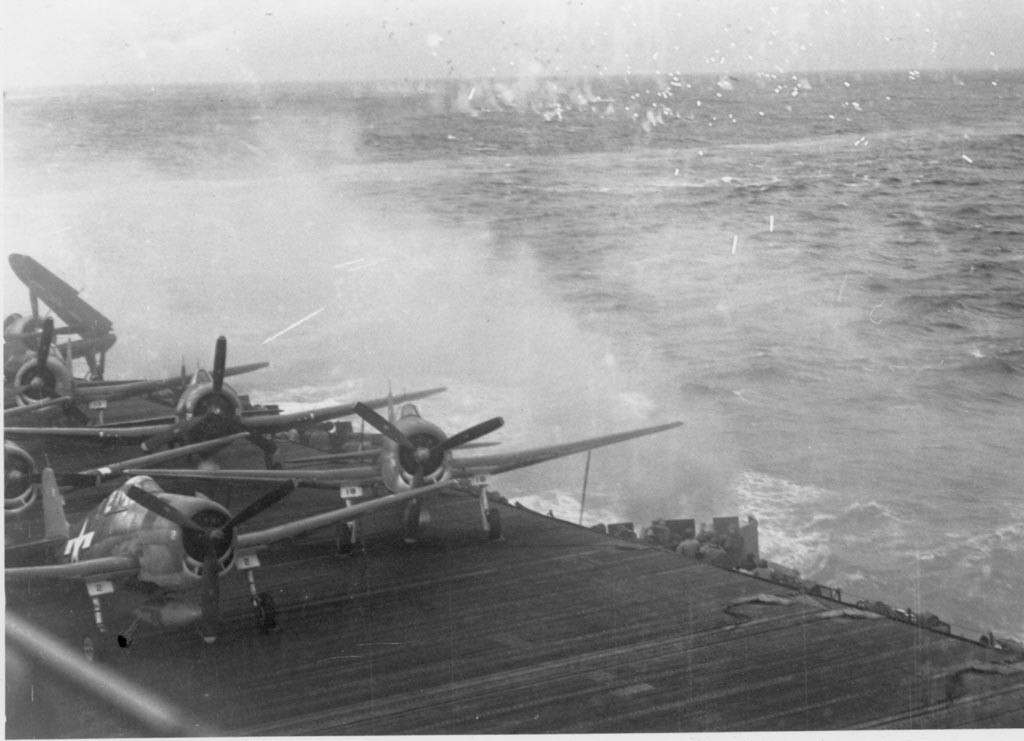
1944年11月，列星頓號被日軍飛機攻擊。相中背景可見列星頓號向左急轉留下的航跡；以及防空炮手發射的密集火網。雖然相片未有確實的拍攝日期，但列星頓號在11月5日曾遭自殺飛機擊中，在搶修後繼續執勤。

8月24日，列星頓號離港，前往空襲帛琉，預備支援美軍登陸。26日，海爾賽接替斯普魯恩斯，指揮美軍艦隊。由於海爾賽為第三艦隊司令，故快速航空母艦編隊亦更名為第38特遣艦隊（TF 38）。此時列星頓號被編入薛曼（Frederick C. Sherman）少將的第三分隊（Task Group 38.3），照舊擔任特遣艦隊旗艦，同行艦有分隊旗艦艾塞克斯號、蘭利號及普林斯頓號。薛曼曾在珊瑚海海戰時指揮舊列星頓號。
列星頓號於9月6日至8日轟炸了帛琉；再於9日至14日往返攻擊宿霧外海、中菲律賓與棉蘭老島等地。15日美國海軍陸戰隊登陸帛琉，列星頓號於當日在外海補油，並巡弋至18日。21日至24日，列星頓號改為空襲呂宋，摧毀多架戰機，並攻擊了日軍補給艦；而美軍則於23日佔領無人防守的烏利西環礁（Ulithi Atoll）。25日列星頓號前往帛琉港補給，於27日抵達；其時美軍尚未佔領帛琉，艦隊僅在日間補給，於晚間出海，以免被日軍夜襲。

### 台灣空戰
10月1日，列星頓號前往烏利西休整；但在兩日後，當地受颱風吹襲，列星頓號只好出海避風，在4日再入港下錨。7日列星頓號離港，於外海與另外三支分隊會合，前往空襲沖繩島。10日艦隊大舉攻擊沖繩，出擊架次高達1,396架，重創沖繩港口。此時豊田副武估計美軍將空襲台灣，命在台的福留繁預備迎戰；此時日軍駐台戰機約有230架。
一如日軍所料，12日美軍艦隊往南空襲台灣。海爾賽派第一分隊空襲台灣南部；第二分隊空襲台灣北部；列星頓號的第三分隊空襲台灣中部；第四分隊則集中攻擊高雄。清晨各艦派戰機作第一波攻擊；福留繁則派戰機攔截，同時派轟炸機攻擊美軍航母，台灣空戰爆發。美軍在空戰明顯佔優，第一波攻擊後，日軍只剩下60架戰機可用；第二波攻擊後更全被摧毀，沒有戰機可迎戰第三波攻擊；福留繁的指揮部亦在空襲後夷為平地。傍晚日軍魚雷機發現美軍艦隊，陸續展開攻擊，但無一成功，更損失42架。美軍當日出擊數達1,378架次，只損失48架飛機。
13日艦隊再次空襲台灣，出擊數下降至974架。傍晚美艦隊被日軍攻擊；富蘭克林號輕微受損，無人傷亡；而坎培拉號則被魚雷重創，要由拖船協助離開戰場。14日艦隊派146架戰機及100架轟炸機再次攻擊台灣，順道掩護坎培拉號撤退；陸軍航空軍則在中國大陸派109架B-29轟炸高雄。當晚日軍魚雷機再次夜襲，侯斯頓號被魚雷重創，一度下令棄船；由於兩艘受創巡洋艦離台灣及先島群島僅90英里（140），海爾賽於15日命三艘巡洋艦及八艘驅逐艦組成拯救小隊，協助兩艦拖行；又派科本斯號及卡伯特號作空中支援。艦隊則緩緩向西南撤走。
15日第四分隊往空襲呂宋；日軍則於當日及16日再次空襲拯救小隊；侯斯頓號於16日再被一枚魚雷擊中，入水超過6,300噸，艦長一度決定棄船，但同行驅逐艦決定繼續拖行。此時東京電台稱美軍第三艦隊已受重創。海爾賽得悉後，認為日軍誤判拯救小隊為第三艦隊，索性順水推舟，以拯救小隊作餌，引誘日軍攻擊；而艾塞克斯號的第三分隊則掩護小隊以北，伏擊由日本以來的飛機。16日早上，日軍命那智號及足柄號等由瀨戶內海出發，往南追擊，卻在沖繩外海被碉堡山號兩架飛機攻擊。此時福留繁得悉美軍航空母艦未有受損，命巡洋艦隊即時撤退。美軍埋伏雖然失敗，兩艘重創軍艦仍得而撤走，在27日終於抵達烏利西。
17日列星頓號往南行駛，以支援美軍重奪菲律賓；而小澤治三郎則命艦隊阻止美軍登陸，並以自身航空母艦為餌，引開美軍艦隊，由栗田健男的第二艦隊到雷伊泰攻擊美軍登陸部隊；稍後因此引發雷伊泰灣海戰。美軍在20日開始登陸獨魯萬市，而麥克阿瑟則在當日下午登上灘頭，宣告自己重返菲律賓。

### 雷伊泰灣海戰

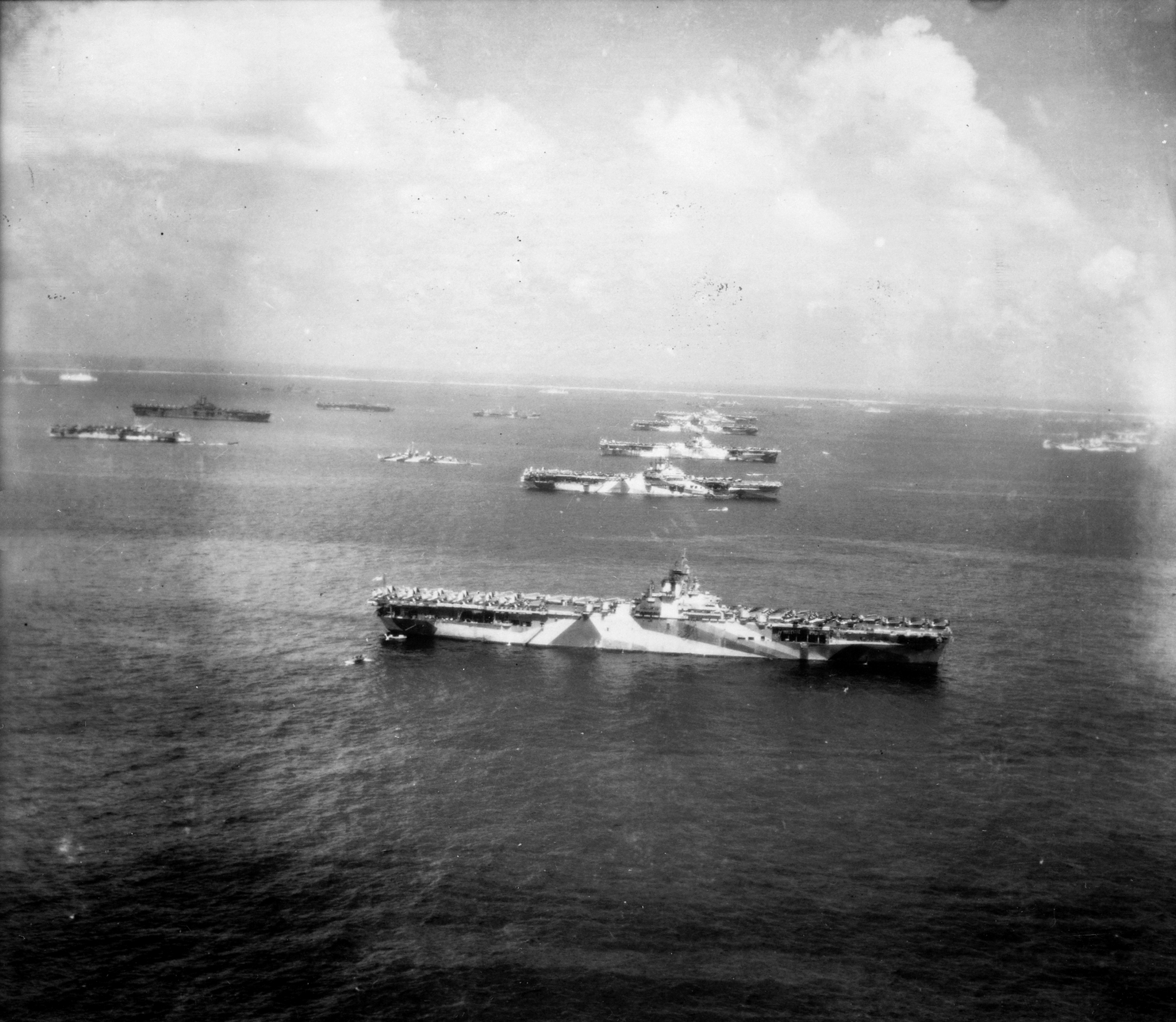
1944年12月8日，參與二戰的艾塞克斯級航空母艦正在烏利西休整，組成著名的「殺手陣列」。由前景數起為胡蜂號、約克鎮號、大黃蜂號、漢考克號及提康德羅加號。「藍色幽靈」列星頓號因塗上海軍藍迷彩，幾乎隱沒在陣列的後方（相片左面）。

10月21日，列星頓號派戰機空襲民都洛的日軍機場。23日，美軍潛艇發現日軍艦隊，並擊沉愛宕號及摩耶號，重創高雄號。此時海戰近在眉睫，但美軍未有投入全部航空母艦；第一分隊在22日前往烏利西補給，要到24日才調返菲律賓。列星頓號的第三分隊在波利略島（Polillo Islands）以東巡航；第二分隊在聖貝納迪諾海峽（San Benardino Strait）以東；第四分隊則在雷伊泰灣東面海域。
24日早上，美軍三支航空母艦分隊繼續索敵。8時12分，無畏號一架偵察機發現栗田健男的中央艦隊，包括大和號及武藏號等艦，正進入錫布延海；僅15分鐘後，海爾賽越過密茲契的航艦指揮權，命各分隊即時派飛機攻擊日艦（第二分隊最接近日本艦隊，第三及第四分隊分別在其北面及南面），同時將第一分隊調返菲律賓。
此時大西瀧治郎派出近60架飛機，由菲律賓飛往空襲第三分隊，為艾塞克斯號雷達發現；日機先遭遇艾塞克斯號的飛機攔截，而普林斯頓號的戰爭緊隨其後，日軍機團最終潰散。然而，一架日軍彗星式轟炸機成功避過攻擊，並在厚雲下埋伏待機；9時38分，該機從雲團飛出，突襲第三分隊，並投彈攻擊普林斯頓號，使之爆炸焚燒；大火迅即波及艦上汽油，並引爆艙內六架TBF的魚雷。襲擊半小時後（10時10分），普林斯頓號的艦長下令棄船，僅留下滅火隊在艦上。此時小澤治三郎從航空母艦派飛機作第二波攻擊，於正午12時12分抵達；列星頓號、艾塞克斯號及蘭利號先後派F6F攔截；雖然有六至八架彗星成功突破投彈，不過無一命中。普林斯頓號最終因受損嚴重，由美軍以魚雷自沉，於傍晚5時50分沉沒（諷刺的是，美軍首六發魚雷毫無作用，更有兩枚調頭，幾乎擊中發射魚雷的驅逐艦）。
日軍派出第二波攻擊之際，列星頓號及艾塞克斯號於10時50分派少量轟炸機到錫布延海，攻擊日軍艦隊。無畏號及卡伯特號的第二分隊，分別於10時26分、12時45分及下午3時50分發動三波攻擊；列星頓號及艾塞克斯號的機隊於下午1時30分轟炸日艦；第四分隊則於2時15分作最後攻擊。當日美軍共出動259架次飛機攻擊中央艦隊，並擊沉武藏號，擊傷大和號、長門號及妙高號。
栗田的中央艦隊在下午撤退，先避開美軍攻擊，稍後再嘗試進入雷伊泰灣。這使西村祥治的南方艦隊獨自進入雷伊泰灣，並在25日於蘇里高海峽遭美軍戰艦伏擊慘敗；而列星頓號的第三分隊忙於救援普林斯頓號及攻擊中央艦隊，故此未有發現小澤的北方艦隊。最終小澤由第四分隊的偵察機，於24日下午3時40分及4時40分發現。
24日晚上10時，海爾賽召集北面三支航空母艦分隊，以及李駐守於聖貝納迪諾海峽的戰艦北上，追擊北方艦隊的日軍航空母艦。各分隊於11時45分會合，海爾賽則將航空母艦隊交由密茲契指揮；而前往烏利西的第一分隊則在加速趕回菲律賓。至此小澤的誘敵計畫成功，粟田的中央艦隊在毫無抵抗下駛入雷伊泰灣。
25日凌晨，美軍偵察機發現小澤艦隊大約位置；清晨密茲契命列星頓號先派偵察機前往索敵，並在發現日艦前命航空母艦派飛機升空，以爭取時間。7時10分偵察機發現日艦，第三分隊已升空的轟炸機率先攻擊。小澤雖早在7時便發現美機，但因艦載機折損過多，最終只能派出15架戰機防守。為使誘敵成功，小澤命瑞鳳號離隊吸引美軍攻擊。8時美軍第一波空襲抵達；列星頓號及艾塞克斯號的魚雷轟炸機開始攻擊瑞鳳號，但無一命中；無畏號的轟炸機則先後命中瑞鳳號及千歲號，擊沉後者；聖哈辛托號（或無畏號）的魚雷轟炸機亦命中旗艦瑞鶴號，迫使小澤將指揮轉移至大淀號；秋月號亦在稍後被擊沉。
8時22分，金凱德中將的第七艦隊被粟田的中央艦隊攻擊，以明碼向海爾賽求救；但海爾賽未有調動北上的艦隊，只命第一分隊加緊前往菲律賓；10時尼米茲在珍珠港發電報給海爾賽，詢問第三艦隊何在，卻因解密問題而激怒海爾賽；要到11時15分海爾賽才命第二分隊及李的戰艦南下。此時兩分隊最快要到26日半夜才可抵達聖貝納迪諾海峽，且分隊必須在中途補油方可繼續前進，不可能追上粟田艦隊；艦隊其他航空母艦則繼續攻擊小澤。美軍第二波空襲在9時45分開始，重創千代田號，並擊傷其他艦隻；下午1時10分美軍第三波空襲抵達，列星頓號集中攻擊瑞鶴號、而艾塞克斯號則集中攻擊瑞鳳號；前者逐漸失速傾側，而後者中彈後加速逃離；第四分隊近兩波各40架轟炸機緊隨其後，並先後追擊瑞鳳號，終於將之重創；而瑞鶴號則在2時14分沉沒。45分美軍第四波攻擊抵達；由於伊勢號的防空火力密集，且中瀬泝大佐指揮得宜，迴避了美軍所有攻擊，美軍僅擊沉了重創的瑞鳳號。下午5時10分，美軍最後一波攻擊抵達，再次攻擊伊勢號；中瀬泝再次迴避，使美軍34次投彈，均無一命中；富蘭克林號發現日向號後亦發動攻擊，同樣無一命中。此時航空母艦預備撤退，由巡洋艦追擊日軍艦隊；下午千代田號及初月號，分別於4時25分及11時被美軍炮火擊沉。海戰於當日結束。整日美軍航空母艦出擊數達527架次（201架為戰機），但多波空襲僅擊沉了三艘航空母艦及一艘驅逐艦。
26日艦隊望南前往菲律賓。27日列星頓號空襲馬尼拉灣的日軍補給艦隊；而艾塞克斯號擊沉了藤波號。次日列星頓號的第三分隊與第一分隊前往烏利西休整，分別在30日及29日抵達；提康德羅加號於30日加入第三分隊；而麥凱恩中將則於同日接替密茲契，指揮快速航空母艦。

### 雷伊泰島、呂宋與自殺飛機攻擊
11月2日，列星頓號的第三分隊與第一分隊離開烏利西，前往雷伊泰，以進一步削弱日軍空中力量，並接替受神風特攻隊重創的第四分隊。次日第三分隊被日軍潛艇攻擊，雷諾號重創，被迫折返烏利西；列星頓號等未有損傷，繼續前往菲律賓，在5日在波利略外海與第二分隊會合。
三支分隊會合後，分別攻擊仁牙因灣、北錫布延海及馬尼拉灣三地的日軍機場及補給艦隻，並擊沉了那智號，摧毀地面多架飛機。下午1時30分，四架零式戰鬥機避過美軍攔截，並攻擊列星頓號；三架零式被防空炮擊毀，但第四架零式成功由右舷撞入艦島，造成50死132人受傷，並引發小火。麥凱恩被迫將旗艦轉至胡蜂號；而列星頓號在20分鐘後撲滅小火；並繼續作戰。6日艦隊再次空襲三地，在傍晚到外海補油；列星頓號則轉到第二分隊，預備返回烏利西休整修理，並由第四分隊接替。8日列星頓號及第二分隊前往烏利西，在9日抵達，隨即進行修理，直至19日。22日第19航空團啟程返國，由企業號的第20航空團接替。
12月1日，列星頓號的第二分隊與第一分隊一同離港，前往支援盟軍登陸民都洛，但不久海爾賽接到麥克阿瑟的訊息，將登陸延遲到15日，艦隊即時返回烏利西；列星頓號與聖哈辛托號則臨時組成第五分隊，在烏利西近海訓練，在8日才進入烏利西停泊。
12月11日，列星頓號離開烏利西，前往呂宋。此時艦隊再次重編，列星頓號擔任波根指揮的第二分隊旗艦，同行艦有漢考克號（任麥凱恩的艦隊旗艦）、大黃蜂號及卡伯特號。12日至16日，艦隊集中派戰機封鎖日軍機場，保護美軍登陸艦免受攻擊。日軍升空的飛機多被攔截及擊落。

### 海爾賽颱風
17日艦隊在外海補油，但海面颳起強風，海面波濤洶湧，令艦隊作業困難，無法補油。惡劣天氣由艦隊以東的熱帶擾動所致；該熱帶擾動在烏利西以北形成，向西北偏西移動，並快速增強，亦即後來的颱風眼鏡蛇。由於海浪走向與冬季的東北風一致，海爾賽並未察覺颱風迫近。
18日海面風浪加劇，但艦隊的天氣預報仍然錯誤，且氣壓於日出前一直穩定，海面繼續吹北風，故海爾賽命艦隊再次補油。此時風浪開始使艦隻脫隊；各艦匯報的天氣資料迥異，又造成混亂。上午10時，氣壓開始急降，風向同時呈逆時針，海面翻起巨浪；胡蜂號的雷達甚至拍到風眼，颱風顯然就在附近。海爾賽即時命艦隊往西南迴避；然而脫隊及較慢軍艦已無法脫離，甚至有驅逐艦通過風眼。最終美軍三艘驅逐艦沉沒；蒙特利號及科本斯號機庫起火，前者更要撤返珍珠港維修；相對之下，列星頓號等大型艦隻損傷輕微，僅入水過多。
傍晚4時，艦隊終於駛出風暴。6時天氣轉為明朗，艦隊開始搜救落海官兵。其時海爾賽尚未得悉有驅逐艦沉沒，直到次日凌晨方得知三艘驅逐艦失去聯絡。搜救後艦隊撤返烏利西，於24日抵達。28日尼米茲批准艦隊在美軍登陸仁牙因灣後，進入南海。
12月30日，艦隊離開烏利西，並先後於1945年1月3日及4日空襲台灣及呂宋的日軍機場，卻因天氣惡劣，效果不彰。7日艦隊集中攻擊呂宋，再受惡劣天氣阻礙。9日美軍開始登陸仁牙因灣，幾乎沒有遭遇抵抗；而艦隊則往北空襲台灣及琉球群島，但惡劣天氣仍舊困擾艦隊，無法有效攻擊。

### 南中國海

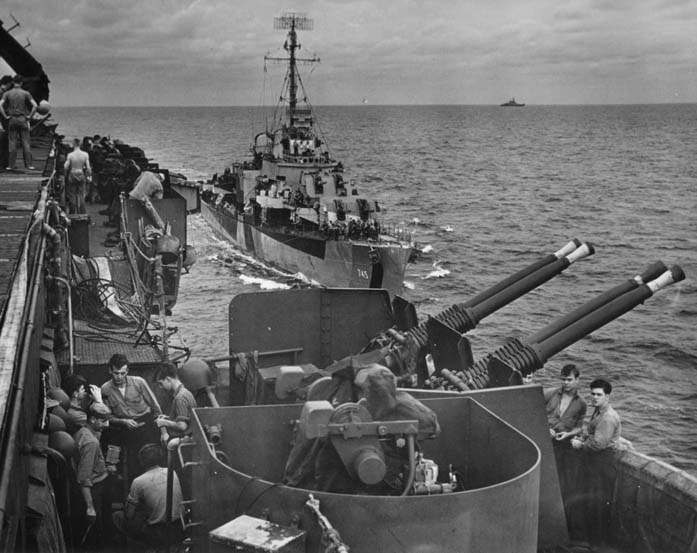
1945年1月25日，一艘驅逐艦正靠近列星頓號，預備補給。列星頓號等在1月空襲了金蘭灣及沖繩等地，現正返回烏利西休整，並在次日抵達。

1月10日，列星頓號等快速航空母艦穿過巴斯海峽，前往空襲法屬印度支那的日軍補給。海爾賽認為伊勢號、日向號及部分日軍戰艦，在雷伊泰灣海戰後撤到越南，故先攻擊金蘭灣。
12日艦隊抵達越南外海。凌晨3時30分，第五分隊的夜戰航空母艦先派飛機偵察。早上6時40分，戰艦及巡洋艦等往炮轟金蘭灣的戰艦。到7時30分，第一、二及三分隊的航空母艦開始派飛機空襲。整日艦隊出擊數達1,465架次，部分飛機更沿海岸搜索目標轟炸，攻擊範圍遍佈越南南部。第三分隊空襲了歸仁及西貢，並擊沉了香椎號、兩艘護航驅逐艦、九艘滿載的運輸艦及一艘油船；被日軍俘虜的法國巡洋艦拉莫特-皮凱號（La Motte-Piquet）亦在金蘭灣被擊沉。最終美軍共擊沉45艘日軍軍艦及商船，並摧毀多艘油船。由於港內沒有日軍戰艦，美軍的炮艦在早上8時已經撤返。晚間艦隊撤往東面補油，並迴避颱風。海面大浪使艦隊到14日才完成補油。
15日上午艦隊空襲了高雄及左營港，並擊沉了旗風號及松號。低能見度使空襲成效欠佳。下午艦隊再次西進，並於16日空襲了香港、廣州及海南。惡劣天氣及密集防空火炮雖令空襲多有阻滯，但美軍仍擊沉多艘運輸艦。17日東北季候風加強，迫使艦隊撤回呂宋西面海域補油，然後再次空襲台灣。
21日早上，艦隊開始派飛機攻擊台灣各地機場及海港。中午日軍的自殺飛機發現美軍第三分隊，隨即展開攻擊，先後擊傷蘭利號及提康德羅加號；第二分隊亦遇襲，未有受損；漢考克號於同日因飛機降落意外而爆炸起火，但損毀不大。傍晚提康德羅加號撤返烏利西，而胡蜂號等則往北航行，預備空襲沖繩島及硫磺島。
22日，艦隊空襲了沖繩，並作詳細攝影偵察，搜集情報，以作日後登陸之用。晚上艦隊撤走，於26日返抵烏利西休整修理。同日斯普魯恩斯接替海爾賽指揮美軍艦隊，編制上改為第五艦隊，而快速航空母艦編隊亦再次易名，為第58特遣艦隊（Task Force 58），由密茲契指揮。

### 硫磺島及日本本土

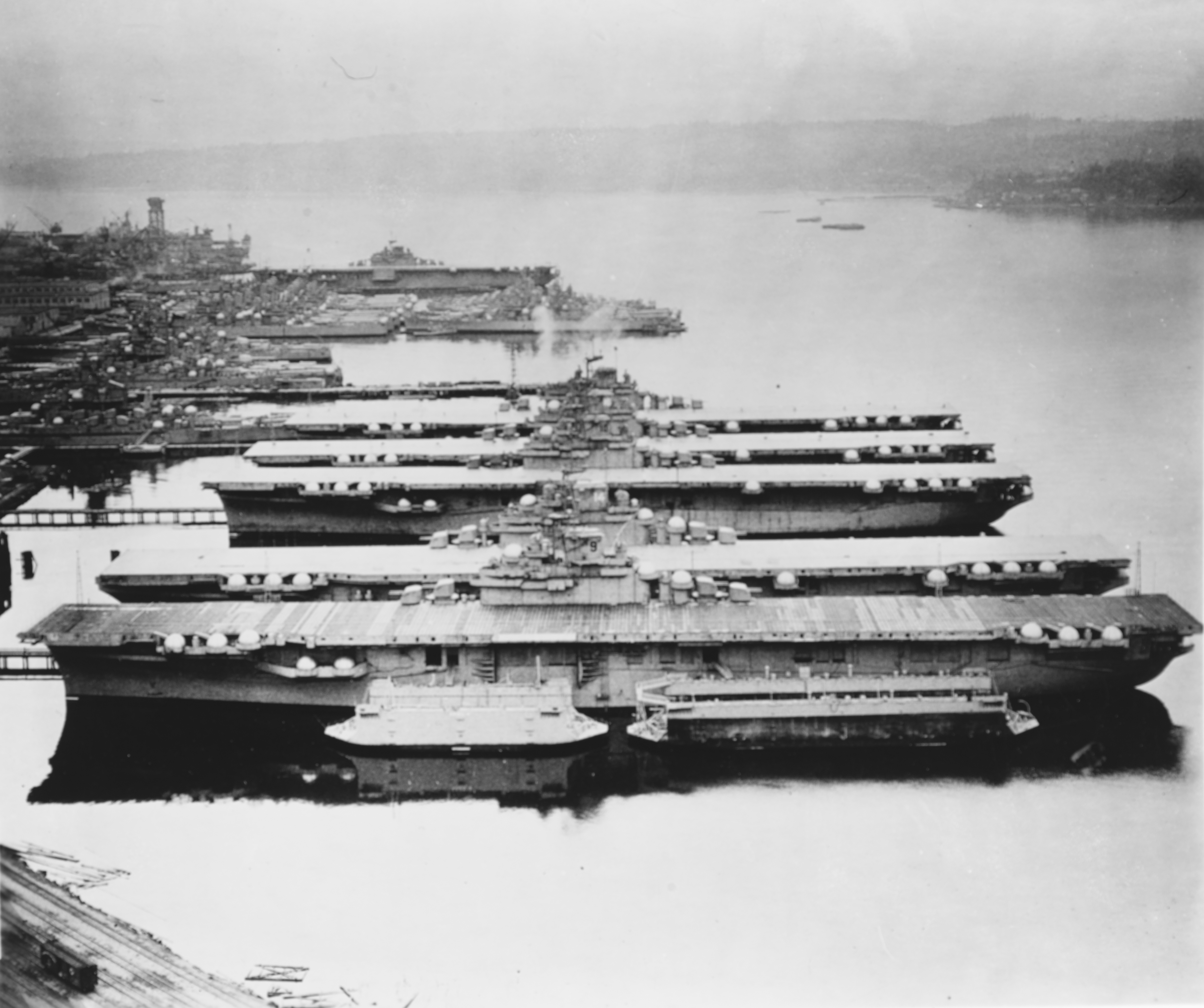
二次大戰後，不少艾塞克斯級成為多餘軍艦，成為所謂的封存艦隊（Mothball Fleet）。由前景數起為艾塞克斯號、提康德羅加號、約克鎮號、列星頓號、碉堡山號及好人理查號。攝於1948年4月23日布雷默頓普吉灣。

2月10日，第五艦隊魚貫離開烏利西，前往空襲日本本土。列星頓號編入戴維森（Ralph E. Davison）指揮的第二分隊，並擔任旗艦，同行艦有漢考克號及聖哈辛托號。艦隊先往東北，於12日在天寧島與陸戰隊作演習，然後加速往北前進，準備空襲東京。
2月16日，艦隊先派五波戰機，掃蕩東京灣一帶的機場。第三分隊的戰機率先抵達東京上空，又攻擊了港口設施；而第二分隊雖遭遇近百架日機攔截，但擊落近40架。中午密茲契派轟炸機空襲東京大田區等地的工廠；傍晚則派夜間戰鬥機攻擊機場。17日艦隊前往硫磺島，預備支援即將登陸的美軍。第四分隊於當日攻擊了父島及母島；第二及第三分隊則到硫磺島以西，將直接支援搶灘的陸戰隊；其他分隊則往南補油。18日列星頓號等艦再次空襲父島，然後待命；美軍戰艦則連日炮擊岸上設施。
2月19日，美國陸戰隊開始登陸硫磺島，硫磺島戰役爆發。列星頓號等主要為艦隊及登陸部隊防空，偶爾亦轟炸艦炮不可及之日軍據點。由於艦載機的凝固汽油彈大多未有爆炸，故效果不佳。日機整日斷續侵擾艦隊，但多次攻擊均告失敗。21日兩支分隊空襲父島及母島；而第五分隊則加入日間戰鬥，支援灘頭部隊。薩拉托加號甫進入執勤海域，即遇襲受創，被迫撤返美國維修，自此未再參與戰鬥；俾斯麥海號更被自殺飛機擊沉，企業號因此要獨自擔任夜戰航空母艦，並連續174小時派出及回收飛機，直至3月2日。23日艦隊到外海補給，然後改道北上，再次空襲日本本土。
25日早上，艦隊派機隊空襲東京，卻因天氣惡劣，幾乎無功而返。下午密茲契中止所有飛行作業，欲改於次日空襲名古屋，然而海面天氣進一步惡化，翻起大浪，使艦隊無法及時進入攻擊範圍。26日早上，密茲契取消攻擊，命艦隊於次日補油，然後攻擊沖繩島；第四分隊則在補油後到烏利西休整。3月1日，列星頓號等空襲沖繩島，並作詳細攝影偵察。當晚艦隊撤回烏利西休整，於4日抵達。
此時艦隊預備支援沖繩戰役，但列星頓號未再參戰，而是預備返國維修。7日列星頓號搭載13名戰俘、114名傷員及660名乘客，並與科本斯號同行，先前往埃尼威托克，在11日抵達，並等待護航艦隻。13日列星頓號兩艦前往珍珠港，並沿途搜索海面有否美軍的救生筏，以備搜救。17日列星頓號抵達珍珠港，並再搭載多兩名軍官、九名戰俘及138名傷員，在20日前往普吉灣。27日列星頓號抵達普吉灣，並在4月3日進入乾船塢維修。

### 沖繩島、神風自殺飛機與日本投降

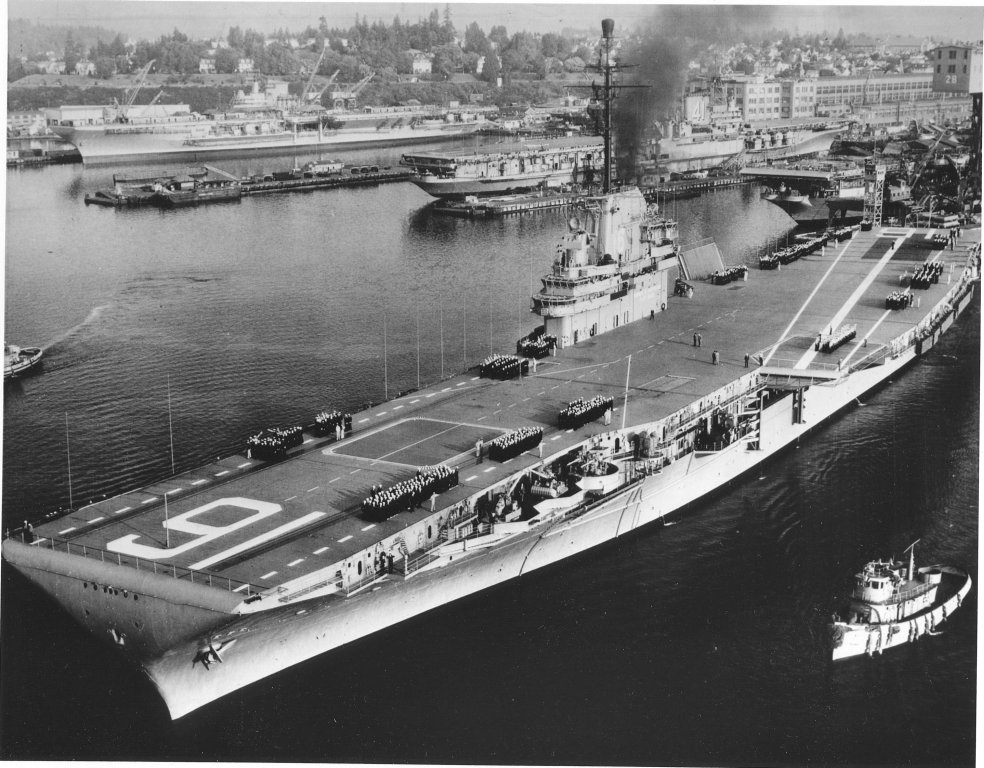
1955年9月，列星頓號離開普吉灣，到近海試航。不久前列星頓號完成了SCB-27C及SCB-125改建，裝設斜角飛行甲板及封閉艦艏。此時列星頓號仍未裝設彈射器，將在試航後補建。後方的兩艘航空母艦分別為中途島號（中央）及珊瑚海號（後方）。

5月6日，列星頓號維修完畢，在普吉灣近海試航。22日，列星頓號前往阿拉米達，在24日抵達，並搭載額外飛機及乘客。27日海爾賽與麥凱恩再次接替斯普魯恩斯及密茲契，分別指揮美軍艦隊及快速航空母艦，艦隊再次易名為第三艦隊。29日列星頓號前往珍珠港，在6月4日抵達，並卸載各項軍資。第94航空團則在此時登艦。13日列星頓號與漢考克號及科本斯號一同離港，在20日順道空襲威克島，於26日抵達雷伊泰灣，會合艦隊。美軍於22日基本佔據了沖繩島。
7月1日，第三艦隊離港出發，往空襲日本本土。列星頓號編入史伯格（Thomas L. Sprague）少將指揮的第一分隊，同行艦有旗艦班寧頓號、漢考克號、貝勞森林號及聖哈辛托號。8日艦隊在沖繩外海會合，然後於10日空襲東京。攻擊後艦隊前往東北，欲於13日攻擊本州北部及北海道一帶，但因當日天氣惡劣延誤。
7月14日及15日，天氣好轉，艦隊大舉出擊，以轟炸B-29攻擊距離外的目標；相比沖繩作戰，日軍的反抗輕微，只有少量飛機有升空作戰，且均被擊落。艦隊空襲了室蘭市及函館等地，擊沉橘號，並擊傷柳號，且擊沉或擊傷數十艘運輸艦及汽車渡輪，阻止日軍運煤南下；而美軍及英軍戰艦則在同日炮擊沿岸的大型工廠。16日艦隊到外海補油，並與英國航空母艦（編入美軍第37特遣艦隊）會合。17至18日，艦隊再次空襲東京灣。首日天氣欠佳，空襲幾乎無效；次日天氣稍為好轉，艦隊隨即出擊，並集中攻擊長門號；最終長門號為約克鎮號重傷，一度認為已經擊沉。空襲後艦隊前往日本西南，於21日至22日補油。
7月24日、25日及28日，英美航空母艦艦隊前往轟炸瀨戶內海及吳市，集中攻擊日軍殘存軍艦，單在24日艦隊的出擊數便高達1,747架次，並擊沉伊勢號、日向號、榛名號、利根號、天城號、青葉號、大淀號、磐手號及出雲號；擊傷葛城號、龍鳳號、海鷹號及北上號。
7月31日艦隊出海迴避颱風，於8月初在海上補給。此時尼米茲截獲情報，指日軍正於本州以北集結自殺飛機及部隊，欲突破美軍防線，降落到馬里亞納的B-29基地，命艦隊即時前往攻擊；正當艦隊航行之際，小男孩原子彈於8月6日在廣島上空爆炸。8日艦隊空襲本州北部的機場；同日蘇聯正式向日本宣戰。9日美軍在長崎上空投下胖子原子彈；而艦隊則在9日及10日再次空襲本州，摧毀超過251架轟炸機，擊傷另外141架，使日軍最後反擊破滅。11日艦隊到外海補油；此時日本開始考慮投降條款。12日艦隊迴避颱風，再於13日至15日空襲東京。15日中午，裕仁天皇宣佈日本投降，艦隊即時中止當日的第二波空襲，但繼續攔截接近艦隊的日機。
8月18日，薛曼臨時以列星頓號為旗艦，在20日轉到第四分隊；而列星頓號則在19日開始派飛機偵察內陸，同時搜索戰俘營，並空投食品及藥物。27日，海爾賽命部分軍艦駛入相模灣停泊，但航空母艦仍留在外海執勤。31日薛曼返回列星頓號。9月1日，列星頓號編入波根指揮的第三分隊。
9月2日，日本代表在密蘇里號簽署和約，列星頓號在早上先派飛機送薛曼到密蘇里號，然後與其他航空母艦派飛機飛越密蘇里號示威。下午薛曼返回指揮分隊；而列星頓號則在5日離隊進入東京灣停泊。次日薛曼將旗艦轉到新墨西哥號，而列星頓號則在7日加入波根指揮的第二分隊（以班寧頓號為旗艦），繼續搜索戰俘，於10日返回東京灣休整。
9月15日，列星頓號再在近海巡航，並在稍後到外海訓練。21日漢考克號離隊前往東京灣；而列星頓號則前往塞班島，在24日抵達，並更換航空團。當日下午列星頓號前往埃尼威托克，在27日抵達。
10月7日，列星頓號、班寧頓號及貝勞森林號再次前往東京灣，並在13日抵達橫須賀休整，並稍作維修。24日列星頓號出任史伯格的第二分隊旗艦，到外海作嚴密訓練，於28日返回橫須賀。
11月5日，列星頓號與無畏號到近海演習，於9日返回。稍後列星頓號繼續在日本近海活動，到12月1日才搭載陸軍官兵及軍資，預備返國。12月3日，列星頓號離開日本，途經珍珠港，在15日返抵阿拉米達。

## 戰後、退役及改建
1946年1月至2月，列星頓號留在美國西岸訓練。3月19日，列星頓號再次前往珍珠港，在25日抵達，並在稍後作持續訓練。5月14日，列星頓號啟程返國，於20日返抵聖地牙哥。稍後列星頓號先後到三藩市及阿拉米達卸載人員及武裝，然後前往普吉灣，在6月1日抵達，並開始停放。
1947年4月23日，列星頓號退役，並繼續在普吉灣封存；1950年6月25日，韓戰爆發，列星頓號仍舊封存。1952年10月1日，列星頓號被重編為攻擊航母，舷號改為CVA-16，繼續封存。
1953年9月1日，列星頓號進入乾船塢，進行SCB-27C現代化改建。改建途中，海軍又命列星頓號順道作SCB-125改建，增設斜角飛行甲板及封閉艦艏。1955年8月15日，列星頓號完成改建，在同日重新服役。

## 太平洋艦隊

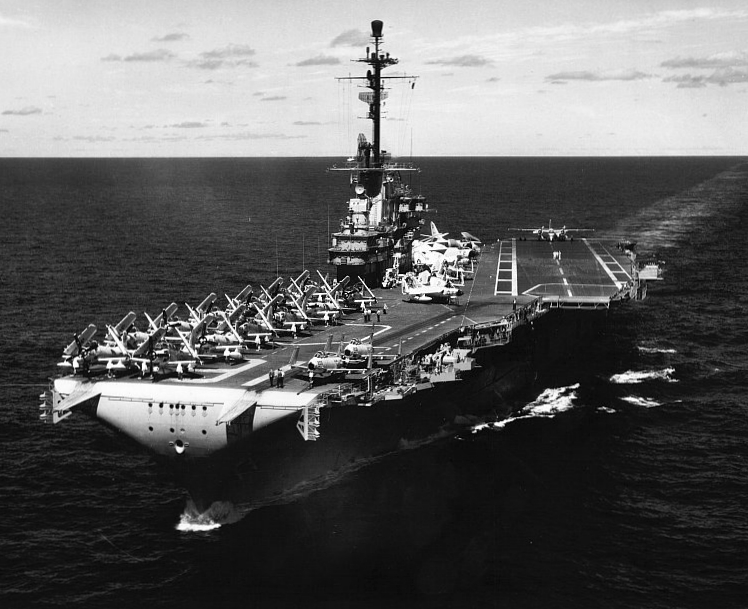
1958年8月16日，列星頓號正在西太平洋巡航。僅八日後，金門炮戰爆發，列星頓號即時趕往台灣海峽戒備，並掩護中華民國海軍運送物資到金門。

改建後列星頓號到近海試航，在1956年1月進入船廠作最後檢修。3月列星頓號改到新母港聖地牙哥，並留在近岸執勤。
5月28日，列星頓號到西太平洋巡航，並先前往日本。稍後列星頓號以橫須賀為基地，在日本海及中國東海訓練演習，並到訪多個西太平洋港口，在12月20日返抵母港聖地牙哥。
1957年4月19日，列星頓號再到西太平洋，並再次以橫須賀為中途基地，在6月1日抵達。稍後列星頓號在日本海及中國東海訓練演習，在10月17日返抵聖地牙哥。稍後列星頓號到普吉灣維修，維修後則留在近岸活動。
1958年7月14日，黎巴嫩危機爆發。列星頓號雖即時停止近岸訓練，並到三藩市搭載航空團，但未有前往中東，而是到西太平洋戒備，於8月7日抵達台灣海峽。23日，金門砲戰爆發，列星頓號開始為中華民國海軍提供掩護，協助其補給金門。10月危機開始降溫，列星頓號在稍後返回美國，於12月19日返抵聖地牙哥。
1959年4月26日，列星頓號再次前往西太平洋。8月老撾內戰戰事加劇，列星頓號到南中國海警備，並與英國艦隊在海上演習。稍後列星頓號途經橫須賀，在12月2日返抵聖地牙哥，然後到普吉灣再作維修。
鑑於老撾局勢不穩，列星頓號分別於1960年10月29日至1961年6月6日，及1961年11月9日至1962年5月12日，再到西太平洋巡航，於南中國海警備。返國後海軍命列星頓號預備改建為反潛航母，並到大西洋接替安提頓號，訓練考核海軍飛行員。
1962年7月21日，列星頓號前往美國東岸。由於改建後艦體無法通過巴拿馬運河，列星頓號繞道合恩角，於9月11日抵達紐約海軍造船廠。

## 訓練航艦

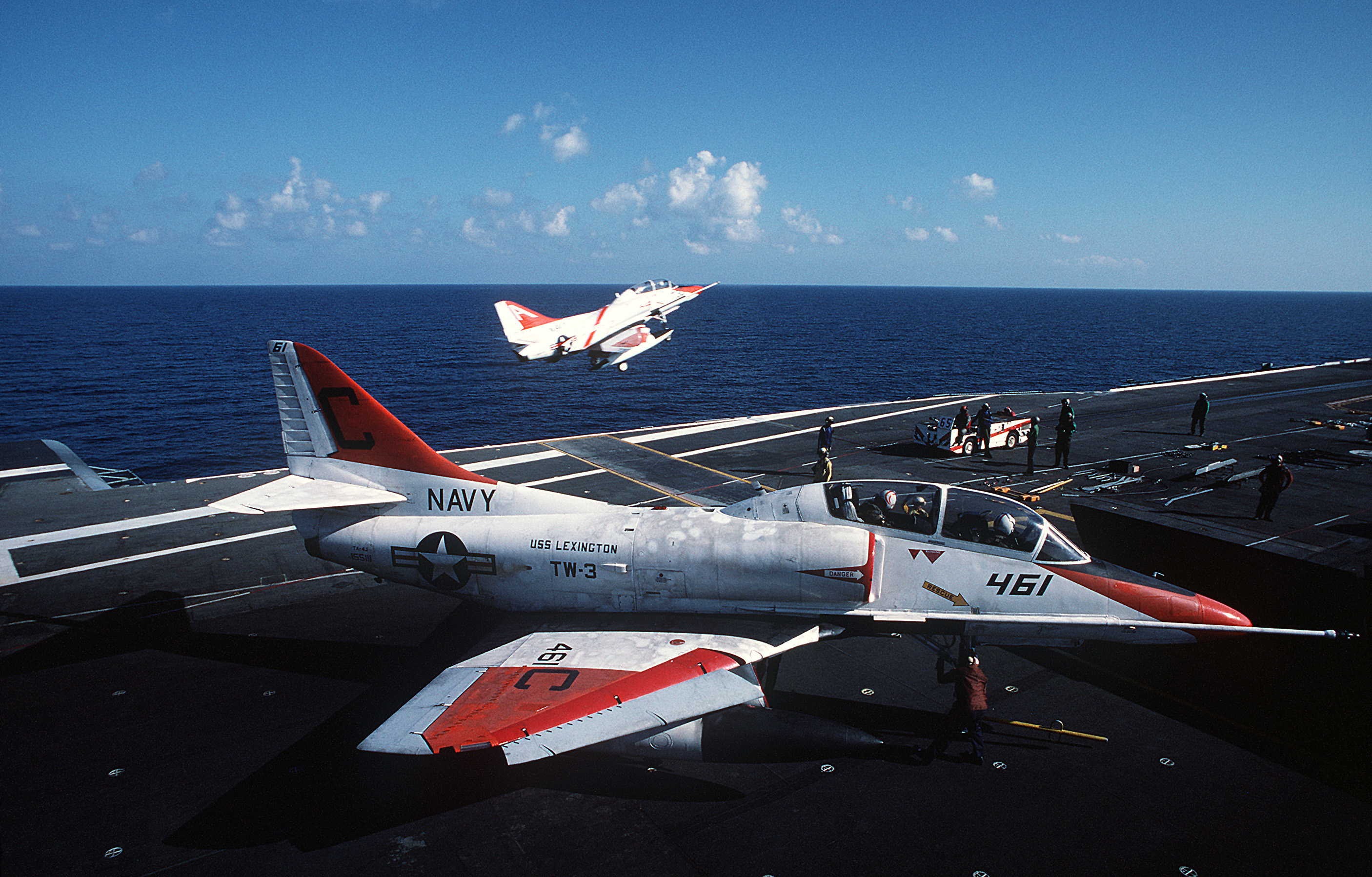
1989年4月1日，訓練航母列星頓號正在墨西哥灣考核海軍飛行員；艦上的飛機全部塗上紅漆，以示為訓練飛機。此時列星頓號已在役38年，並在兩年後退役。

1962年10月1日，正在改建的列星頓號被重編為反潛航母，舷號改為CVS-16。同月古巴導彈危機爆發，其時列星頓號已可出海巡航，但海軍並未派列星頓號前往封鎖古巴。危機降溫後，列星頓號前往墨西哥灣，在12月29日抵達彭薩科拉。
此後列星頓號開始往返彭薩科拉、梅港、聖體市及新奧爾良等地，搭載T-2C、TA-4J、A-6及A-7等訓練機，在海上考核訓練海軍飛行員新兵。由於列星頓號無須長期在海上執勤，海軍准許女兵到列星頓號服役。這使列星頓號成為美軍第一艘有女兵服役的航空母艦。越戰期間，列星頓號加緊訓練海軍飛行員，並在1967年10月17日錄得第200,000次降落次數。
1969年1月1日，列星頓號正式重編為訓練航母，舷號改為CVT-16；同年6月17日，列星頓號的飛機降落次數增至250,000次；到1972年5月22日，降落次數已達到300,000次；直到越戰結束後，列星頓號的訓練頻率才開始減低。1975年，列星頓號參與拍攝電影中途島海戰，扮演日軍及美軍雙方的航空母艦。1978年7月1日，列星頓號重編為輔助訓練航母，舷號改為AVT-16（與飛機運輸艦的舷號重覆），繼續留在墨西哥灣，並偶爾到船廠維修，由其他航空母艦接替訓練。
雖然列星頓號無法起降F-4、F-14、F-18及EA-6B等海軍新式飛機，但仍留在海軍服役，直到1980年代末。1987年，列星頓號參與電視劇戰爭與回憶的拍攝，扮演企業號。1989年10月29日，列星頓號的一架T-2在降落時失控，右機翼撞向艦島，造成五死15人傷，並引發小火。火災在15分鐘內撲滅，而列星頓號受損輕微。

## 退役、博物館艦與榮譽

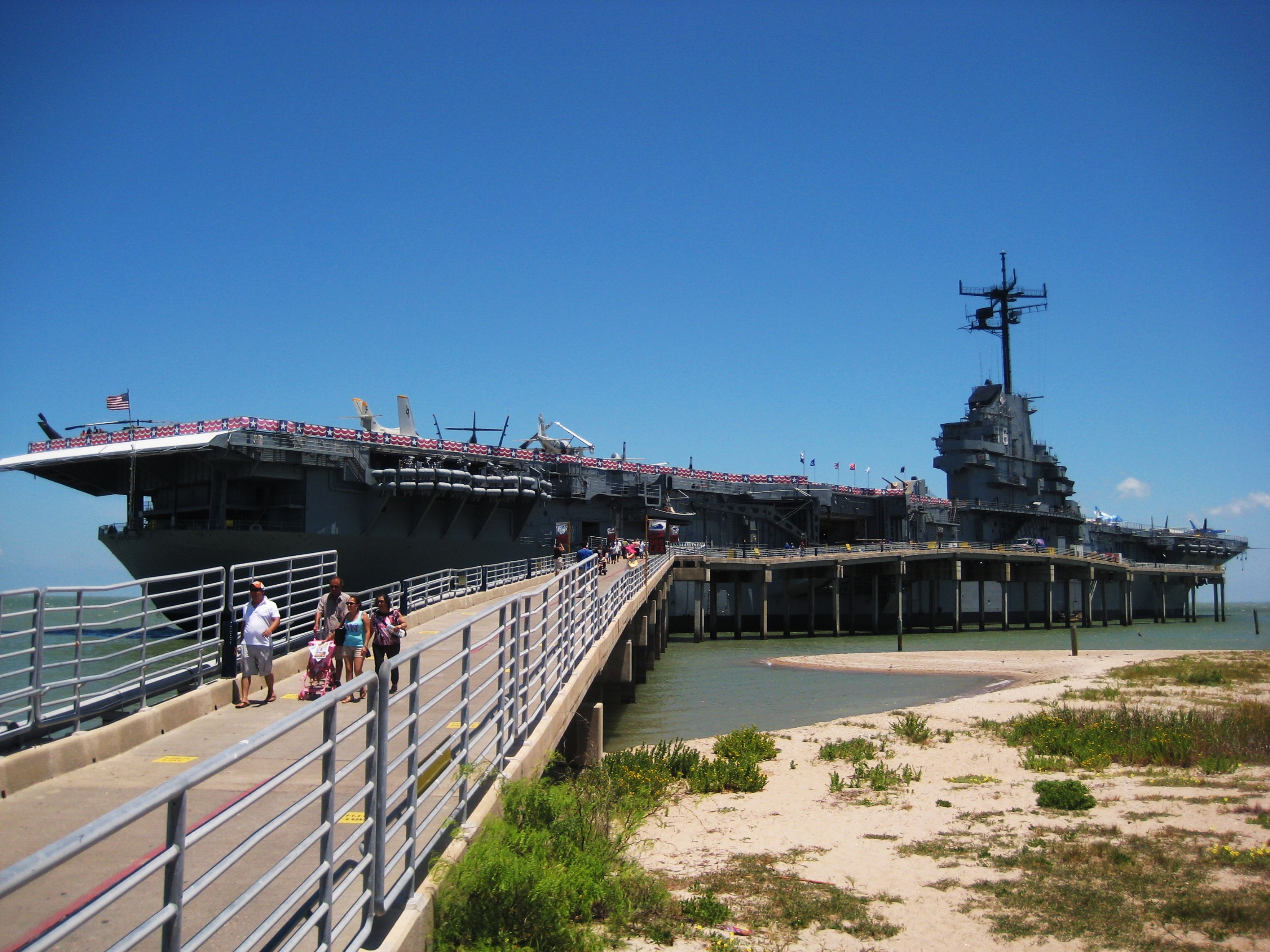
2010年6月20日，列星頓號博物館在聖體市，如常開放給公眾參觀。

1990年8月，海軍宣佈列星頓號即將退役。此時聖體市有民間組織開始籌款，以保留列星頓號為博物館艦，並最終籌得三百萬（3,000,000）美金。1991年8月，聖體市地區經濟發展委員會（Corpus Christi Area Economic Development Commission）向海軍遞交計畫書，並最終獲海軍接納。
1991年11月8日，在役超過40年的列星頓號終於退役，並在同日除籍，其訓練航母一職由福萊斯特號接替。她也是最後一艘退役的艾塞克斯級航空母艦。此時列星頓號的飛機降落次數超過493,000次，為世界航空母艦之最。
1992年1月29日，列星頓號抵達聖體市東北的英格塞德（Ingleside）海軍基地停放；同年6月8日，海軍正式簽約，將列星頓號轉交聖體市政府管理。17日列星頓號由拖船拖抵聖體市海灘，開始改裝為博物館。博物館在10月開放，並在11月14日舉行正式開幕儀式。
2001年，列星頓號曾參與拍攝電影珍珠港，為片中大黃蜂號取景。2003年7月31日，美國政府將列星頓號定為國家歷史地標（National Historic Landmark）。
列星頓號在二戰中獲頒美國總統部隊嘉許獎及11顆戰鬥之星。服役期間全部榮譽見下表：
|                                         |  |  |                           |
| Bronze star                             |  |  |                           |
| Silver star · Silver star · Bronze star |  |  | Bronze star               |
| Bronze star · Bronze star               |  |  | Bronze star · Bronze star |

| 美國總統部隊嘉許獎            |                        |                                               |                               |
| 海軍功績部隊嘉獎： 兩次       | 海軍遠征獎章           | 中國服役獎章： （延長）                       | 美國戰役獎章                  |
| 太平洋戰爭獎章： 11枚戰鬥之星 | 第二次世界大戰勝利獎章 | 海軍佔領軍服役獎章： （「亞洲（Asia）」橫扣） | 國防部服役獎章： 兩枚         |
| 武裝部隊遠征獎章： 三枚       | 特殊行動服役勳表       | 菲律賓總統部隊嘉許獎                          | 菲律賓解放獎章： 兩枚戰鬥之星 |

## 資料出處
1. ↑  Friedman 1983，第394頁艾塞克斯艦級配置。由於各艘艾塞克斯級服役期間曾多次改建或改變用途，數據僅以設計及建造時為準。
2. ↑  .   [2011-03-01]. （原始内容存档于2012-07-20）.
3. 1 2 3 4 5 6 7  .   [2008-12-27]. （原始内容存档于2020-11-11）.
4. 1 2 3 4  Kinzey 1988，第9頁
5. 1 2 3 4 5 6 7 8 9 10 11  .   [2011-03-01]. （原始内容存档于2010-11-24）.
6. 1 2  Morison 1988，第92頁
7. ↑  Morison 1988，第114-118頁第一分隊包括旗艦約克鎮號、列星頓號及科本斯號，負責奪取制空權；第二分隊有旗艦企業號、貝勒森林號及蒙特利號，負責支援馬金島；第三分隊有旗艦艾塞克斯號、碉堡山號及獨立號，負責攻擊拉包爾，並支援陸戰隊登陸塔拉瓦；第四分隊則有旗艦薩拉托加號及普林斯頓號，作後備支援。
8. ↑  Morison 1988，第141頁
9. ↑  Morison 1988，第185頁
10. ↑  Morison 1988，第190頁
11. ↑  Morison 1988，第191-192頁
12. 1 2  Morison 1988，第193頁
13. ↑  Morison 1988，第194頁
14. ↑  Morison 1988，第196頁
15. ↑  Morison 1988，第197頁
16. 1 2 3  Kinzey 1988，第12頁
17. ↑  Morison 1988，第27-29頁
18. 1 2  第58特遣艦隊行動－空襲帛琉 （页面存档备份，存于） 第一分隊有旗艦企業號及科本斯號，由桑托島出發，在27日與艦隊會合；第二分隊有旗艦碉堡山號、大黃蜂號、蒙特利號及卡伯特號，由蒙哥馬利指揮；第五分隊有旗艦薩拉托加號，在3月4日前往會合英國艦隊，空襲沙邦市（Sabang）。
19. ↑  Morison 1988，第29頁
20. ↑  Morison 1988，第31頁
21. ↑  Morison 1988，第32頁
22. ↑  Morison 1988，第34頁
23. ↑  Morison 1988，第36頁此時第一分隊旗艦為大黃蜂號，由克拉克（Joseph J. Clark）少將指揮，下轄貝勞森林號、科本斯號及巴丹號；第二分隊仍由蒙哥馬利指揮，有旗艦碉堡山號、約克鎮號、蒙特利號及卡伯特號；第三分隊由小李維（Jown W. Reeves, Jr.）少將指揮，有旗艦企業號、列星頓號、普林斯頓號及蘭利號。威利斯·李中將的五艘戰艦：北卡羅萊納號、印第安納號、麻薩諸塞號、南達科他號及阿拉巴馬號，隨同第三分隊作戰，以預防日軍聯合艦隊攻擊，後來則分成第七分隊單獨作戰。
24. ↑  Morison 1988，第37頁
25. ↑  Morison 1988，第38頁
26. ↑  Morison 1988，第40頁
27. 1 2  Kinzey 1988，第13頁
28. ↑  Morison 1988，第41頁
29. ↑  Morison 1988，第174頁第一分隊由克拉克少將指揮，有旗艦大黃蜂號、約克鎮號、貝勞森林號及巴丹號；第二分隊由蒙哥馬利少將指揮，有旗艦碉堡山號、胡蜂號、蒙特利號及卡伯特號；第四分隊由赫利爾（William K. Harrill's）少將指揮，有旗艦艾塞克斯號、蘭利號及科本斯號。
30. ↑  Morison 1988，第175頁
31. ↑  Morison 1988，第234頁
32. ↑  Morison 1988，第240頁
33. ↑  Morison 1988，第250-251頁
34. ↑  Morison 1988，第251-256頁
35. ↑  Morison 1988，第260頁
36. ↑  Morison 1988，第262-263頁
37. 1 2  Morison 1988，第263-274頁
38. ↑  Morison 1988，第266-267頁
39. ↑  Morison 1988，第268頁
40. 1 2  Morison 1988，第274-276頁
41. ↑  Morison 1988，第270-271頁
42. ↑  Morison 1988，第272頁
43. ↑  Morison 1988，第273-274頁
44. ↑  Morison 1988，第290頁
45. ↑  Morison 1988，第291頁
46. ↑  Morison 1988，第292頁
47. ↑  Morison 1988，第294頁
48. ↑  Morison 1988，第295-301頁
49. ↑  Morison 1988，第301頁
50. ↑  Morison 1988，第302頁
51. ↑  Morison 1988，第303頁
52. ↑  Morison 1988，第304頁
53. ↑  Morison 1988，第307頁
54. ↑  Morison 1988，第307-308頁
55. ↑  Morison 1988，第309,311頁
56. ↑  Morison 1988，第311-313頁
57. ↑  Kinzey 1988，第19頁
58. 1 2  Kinzey 1988，第16頁
59. ↑  第38特遣艦隊行動－雷伊泰灣 （页面存档备份，存于）8月26日時，第一分隊由麥凱恩中將指揮，下轄旗艦胡蜂號、大黃蜂號、科本斯號及蒙特利號；第二分隊由波根（Gerald F. Bogan）少將指揮，下轄旗艦無畏號、碉堡山號、卡伯特號及獨立號；第四分隊由戴維森（Ralph E. Davison）少將指揮，下轄旗艦富蘭克林號、企業號、聖哈辛托號及貝勞森林號。
60. ↑  Morison 1988，第91頁
61. ↑  Morison 1988，第93頁福留繁在指揮部看到多架飛機被擊落，鼓掌稱快，但下一刻才發現墜地的均為日機，不禁哀嘆日軍攔截只是「以卵擊石」。
62. ↑  Morison 1988，第95-100頁
63. ↑  Morison 1988，第101-104頁
64. ↑  第38特遣艦隊行動－雷伊泰灣 （页面存档备份，存于）24日海戰爆發前，美軍四支航空母艦分隊如下：第一分隊仍由麥凱恩中將指揮，下轄旗艦胡蜂號、大黃蜂號、漢考克號（於22日調自第二分隊）、科本斯號及蒙特利號，蒙哥馬利少將則於30日接替麥凱恩；第二分隊繼續由波根少將指揮，下轄旗艦無畏號、卡伯特號及獨立號，而碉堡山號則於23日撤返布雷默頓普吉灣海軍船塢維修；第三分隊的指揮仍為薛曼少將，航空母艦編制不變（分隊旗艦艾塞克斯號、第38特遣艦隊旗艦列星頓號、普林斯頓號及蘭利號）；第四分隊續由戴維森少將指揮，有旗艦富蘭克林號（於10月30日受損撤退）、企業號（30日後接替富蘭克林號為旗艦）、聖哈辛托號及貝勒森林號。
65. 1 2  Morison 1988，第175頁
66. ↑  Morison 1988，第178-180頁
67. ↑  Morison 1988，第182-183頁
68. ↑  Morison 1988，第184-186頁。擊傷武藏號的飛機以第二分隊為主。武藏號最終身中19枚魚雷及17枚炸彈，於8時35分左右沉沒。
69. ↑  Morison 1988，第189頁
70. ↑  Morison 1988，第192頁
71. ↑  Morison 1988，第193-195, 320頁第二分隊的波根少將於當晚接獲獨立號的報告，指粟田中央艦隊再次東進，更未因錫布延海戰而失去戰力。波根因此抗議海爾賽的命令；李上將亦估計中央艦隊僅為暫時撤退，並向海爾賽報告；但海爾賽未有理會，而兩人亦未有進一步行動。整日被海爾賽凌駕指揮的密茲契於日間命參謀留意粟田動向。晚間其參謀收到獨立號報告後，即搖醒密茲契；但密茲契得悉海爾賽已收到該情報後，便未有進言，倒頭再睡。
72. 1 2 3  Morison 1988，第322-328頁
73. ↑  見：Morison 1988，第308-312頁及大黃蜂號服役日記10月25日 （页面存档备份，存于）大黃蜂號服役日記10月26日 （页面存档备份，存于）。第一分隊分別在25日10時30分及12時48分派飛機攻擊粟田艦隊，其時粟田已開始向北撤退，兩波飛機雖找到粟田艦隊，但攻擊收效甚微；反而是第七艦隊的護航航空母艦攻擊成功，分別在中午擊傷了長門號及旗艦利根號；第一分隊再於26日早上6時、8時27分及12時35分派三波飛機追擊，幾乎沒有擊傷任何日艦。
74. ↑  Morison 1988，第329頁
75. ↑  Morison 1988，第331頁艾塞克斯號的夜戰F6F協助巡洋艦追擊，但初月號奮力頑抗，由晚上7時起與美軍交火，直至沉沒。小澤曾命逃脫的伊勢號及日向號往南營教，但初月號在半途沉沒，兩艦只好調頭北上，返回日本。
76. ↑  Morison 1988，第341頁
77. 1 2  .   [2011-03-01]. （原始内容存档于2011-07-16）.
78. ↑  Morison 1988，第345-346頁富蘭克林號及貝勞森林號均被自殺飛機擊中，要返國維修。
79. ↑  Morison 1988，第348頁
80. ↑  Morison 1988，第349頁
81. ↑  Morison 1988，第315頁此時海爾賽在新澤西號上指揮第三艦隊；麥凱恩繼續指揮快速航空母艦艦隊；第一分隊由蒙哥馬利指揮（至12月29日，由拉德福（Arthur W. Radford）少將接替），有旗艦約克鎮號、胡蜂號、科本斯號及蒙特利號；第三分隊由薛曼指揮，有旗艦艾塞克斯號、提康德羅加號、蘭利號及聖哈辛托號。第四分隊因航母受創而暫時解散；企業號及獨立號正改裝為夜戰航母，而艦隊則在1945年1月5日至12日將兩艦編入第五分隊，於日間仍歸第二分隊指揮，但在空襲越南後解散。
82. ↑  Morison 1988，第55-57頁
83. ↑  Morison 1988，第59-64頁在三日空襲後，艦隊的驅逐艦已幾乎斷油，必須在海上補給。其時美軍於馬里亞納、帛琉等地雖有偵察機匯報天氣，其情報往往延時超過半日；為保持無線電靜默，部分飛機更要在降落後方可匯報，使天氣數據往往過時。14日偵察機發現菲律賓東南部有熱帶擾動，卻未有發現烏利西以北的熱帶擾動。17日美軍偵察機發現颱風眼鏡蛇，但新澤西號及珍珠港的路徑預測均告錯誤，這使海爾賽下令的迴避路徑，最終使艦隊直接通過颱風。
84. ↑  Morison 1988，第69-71頁
85. ↑  Morison 1988，第81-87頁
86. ↑  Morison 1988，第88-91頁
87. ↑  Morison 1988，第164-165頁航空母艦將集中力量攻擊補給；而炮艦則往攻擊港內戰艦。
88. ↑  南海空襲亦有稱為感恩行動（Operation Gratitude），詳情亦可參考阿斯托里亞號輕巡洋艦網頁－第38特遣艦隊於南中國海 （页面存档备份，存于）。
89. 1 2 3 4 5 6 7 8 9 10 11  .   [2011-03-01]. （原始内容存档于2011-07-10）.
90. ↑  Morison 1988，第165-166頁第二分隊為轟炸主力，第一及三分隊則主力派戰機奪取制空權。
91. ↑  Morison 1988，第168-170頁
92. ↑  Morison 1988，第170-171頁
93. ↑  Morison 1988，第171-172頁
94. ↑  Morison 1988，第180-181頁
95. ↑  Morison 1988，第182頁
96. ↑  Morison 1988，第183頁
97. ↑  Morison 1988，第21頁第一分隊由克拉克指揮，有旗艦大黃蜂號、胡蜂號、班寧頓號及貝勒森林號；第二分隊由戴維森指揮，有旗艦列星頓號、漢考克號及聖哈辛托號；第三分隊由薛曼指揮，有旗艦艾塞克斯號、碉堡山號（特遣艦隊旗艦，15日與艦隊會合）及科本斯號；第四分隊由拉德福指揮，有旗艦約克鎮號、蘭道夫號、蘭利號及卡伯特號；第五分隊（夜戰航空母艦）由馬提亞·賈納（Matthias B. Gardner）少將指揮，有旗艦企業號及薩拉托加號。第五分隊於2月21日因薩拉托加號受創而一度解散，但最終在23日重組，直至3月12日企業號返抵烏利西為止。斯普魯恩斯以第三分隊的印第安納波利斯號為旗艦。
98. ↑  Morison 1988，第22頁
99. ↑  Morison 1988，第24-25頁
100. ↑  Morison 1988，第44-45頁
101. ↑  Morison 1988，第52-57頁
102. ↑  Morison 1988，第57-59頁
103. ↑  .   [2011年3月1日]. （原始内容存档于2011年7月16日）.
104. ↑  第38特遣艦隊行動－日本本土空襲－1945年7月至8月 （页面存档备份，存于）第三分隊由波根指揮，有旗艦蘭道夫號、艾塞克斯號、提康德羅加號、蒙特利號及巴丹號；第四分隊由拉德福指揮，有旗艦約克鎮號、艦隊旗艦香格里拉號、好人理查號、科本斯號及獨立號。胡蜂號於26日加入艦隊，加入第四分隊。
105. ↑  Morison 1988，第310-316, 330頁
106. ↑  Morison 1988，第331頁
107. ↑  Morison 1988，第332-335頁
108. 1 2 3 4 5 6 7  .   [2011-03-01]. （原始内容存档于2020-06-05）.
109. ↑  Kinzey 1988，第26頁
110. 1 2 3 4 5 6 7 8  .   [2011-03-01]. （原始内容存档于2011-09-17）.
111. 1 2 3 4 5  Kinzey 1988，第29頁
112. ↑  .   [2011-03-01]. （原始内容存档于2022-05-08）.
113. 1 2  .   [2011-03-01]. （原始内容存档于2012-07-28）.
114. ↑  .   [2008-12-27]. （原始内容存档于2012-05-16）.